# Kordon Graniczny Ministerstwa Spraw Wojskowych
Kordon Graniczny Ministerstwa Spraw Wojskowych – polska formacja graniczna utworzona w 1920 roku do ochrony wschodniej granicy II Rzeczypospolitej.
Jesienią 1920 roku zakończyła się wojna polsko-bolszewicka. Po zakończeniu działań wojennych od 18 października 1920 roku  do czasu zawarcia traktatu pokojowego w Rydze granicę wschodnią wyznaczała linia frontu.
Ministerstwo Spraw Wojskowych, w porozumieniu z Naczelnym Dowództwem WP, zarządzeniem z 6 listopada 1920 roku poleciło utworzyć Kordon Graniczny Ministerstwa Spraw Wojskowych. Linia obsadzona przez siły kordonu biegła od ujścia Seretu do Dniestru do Augustowa i Jeziorek. Kordon zorganizowany był na bazie trzech Dowództw Okręgów Generalnych, którym odpowiadały trzy odcinki: odcinek leżący na obszarze DOG Lwów, odcinek leżący na obszarze DOG Lublin i odcinek leżący na obszarze DOG Warszawa. W czasie tworzenia kordonu istniały bataliony etapowe podporządkowane Dowództwu Okręgów Etapowych Armii. Dowództwo Okręgu Etapowego 6 Armii dysponowało 17 batalionami piechoty i 24 plutonami żandarmerii etapowej. Dowództwo to zajmowało cały obszar Wołynia.
Kordon obsadzony został oddziałami wojskowymi wyznaczonymi do tego celu przez Ministerstwo Spraw Wojskowych. Każde dowództwo okręgu generalnego otrzymało dla swego odcinka po trzy bataliony żołnierzy i po 200 żandarmów wojskowych. Do kontroli cywilnego ruchu osobowego oraz kontroli sanitarnej Ministerstwo Spraw Wewnętrznych wydzielono funkcjonariuszy Policji Państwowej. 
Kordon Graniczny Ministerstwa Spraw Wojskowych swoje funkcje spełniać miał tylko doraźnie. Mając to na względzie, Ministerstwo Spraw Wojskowych, przy współudziale Naczelnego Dowództwa WP, na przełomie 1920 i 1921 roku przystąpiło do reorganizacji służby granicznej na wschodzie. W połowie stycznia 1921 roku ukazał się rozkaz Naczelnego Dowództwa WP w sprawie organizacji Kordonu Granicznego Naczelnego Dowództwa WP.